# Чернолицая расписная пеночка
Чернолицая расписная пеночка (лат. Abroscopus schisticeps) — вид птиц из семейства ширококрылые камышевки. Ранее включали в семейство славковых. Распространены в Бутане, Китае, Индии, Мьянме, Непале и Вьетнаме. Естественной средой обитания являются субтропические и тропические леса, как равнинные, так и горные.
МСОП присвоил виду статус LC.